# Samuel ben Hofni
Le Rav Samuel HaCohen ben Hofni Gaon (hébreu : רב שמואל הכהן בן חפני גאון), dit le Rashba"h, est un rabbin babylonien des Xe et XIe siècles, mort en 1013.
Dernier grand Gaon (directeur académique) de Soura, de 998 à 1013, il est, comme son prédécesseur Saadia Gaon, auteur d'une œuvre importante et variée dans la plupart des domaines de savoir religieux et profanes de son temps. 

## Présentation
Shmuel ben Hofni est né dans une famille de prêtres mais aussi de gueonim. Son père était Rav 'Hefni Hacoen, son grand-père était Rav Cohen Tsedek et son arrière grand père Morde'hai Hacohen était un directeur académique et un Gaon.  
Samuel Ben Hofni est un commentateur du Talmud de la Torah pendant la période des Gaonim. Il était le Gaon à la Yechiva de Soré en Babylonie.
La majorité de ces écrits sont en hébreu mais la plupart d'entre eux ont disparu après le déclin du centre de Babel (Babylonie)  
Il est impliqué dans la vie culturelle musulmane.  
Il meurt en 1013, soit le 25 Av 5763 du calendrier hébraïque.  

## Éléments biographiques
Samuel ben Hofni est issu d'une famille de dignitaires académiques, étant le petit-fils de Mar Cohen Tzedek, Gaon de Poumbedita (dans l'actuel Irak) de 917 à 935. À la mort de celui-ci, Aaron ibn Sardjadou lui succède, alors qu'il ne provient pas d'une famille de savants, mais de marchands. Nehemia ben Cohen Tzedek, oncle de Samuel ben Hofni, officie à ses côtés comme av beit din (chef de tribunal), mais il fait sécession et ouvre sa propre académie, peut-être à Fès. Son frère Hofni devient son av beit din.
À la mort d'Aaron Gaon, Nehemia revendique et obtient le poste de Gaon, au détriment de Sherira ben Hanina. Lorsque celui-ci devient Gaon à son tour, il prend rapidement son fils, le futur Haï Gaon, comme second, évinçant par là même Samuel. Ce dernier est probablement devenu rosh yeshiva (directeur académique) de son académie privée, ainsi que semble l'indiquer sa correspondance.
Afin d'apaiser les tensions entre familles, Haï épouse la fille de Samuel, et un accord est trouvé entre Sherira et Samuel pour la répartition des fonds. C'est probablement pour une raison analogue que Haï participe à la réouverture de l'académie de Soura, fermée depuis la démission de Yosseph ben Yaacov ibn Satya, en 948, et institue son beau-père à sa tête, à la mort de Tzemah Tzedeq bar Paltoï. Samuel se révèle un choix heureux pour Soura, qu'il dirige jusqu'en 1013, et qui sombre ensuite de façon lente mais définitive.
Bien qu'Israël, le fils de Samuel ait officié comme scribe auprès de son père, il ne lui succède pas. Il deviendra cependant Gaon à la mort de Dossa ben Saadia, en 1018 et transmettra sa dignité à son fils Azaria.

## Œuvres

### Responsa
Bien que la littérature gaonique se soit en majeure partie constituée de responsa, Samuel ben Ḥofni en a composé relativement peu, du fait de la diminution d'importance de l'académie de Soura d'une part, et de l'activité soutenue de Haï Gaon d'autre part, auquel les questions étaient préférentiellement adressées.
Les responsa de Samuel Gaon sont écrites en hébreu, en judéo-araméen et en judéo-arabe (ces derniers ayant été ultérieurement traduits en hébreu).
Ils traitent des tefillin et des tzitzit (phylactères et franges rituelles), du Chabbat et des fêtes juives, des nourritures permises et interdites, des femmes, des cohanim (descendants de la classe sacerdotale à laquelle s'adressent encore plusieurs obligations et restrictions d'origine biblique), des serviteurs, des droits de propriété et d'autres points de loi civile.
Ils consistent pour la plupart en explications du Talmud et incluent des décisions légales très courtes, dont on suppose qu'elles sont extraites de son traité sur le Talmud intitulé Sha'arei Berakot. L'auteur fait montre d'une rare indépendance intellectuelle, retrouvée dans d'autres de ses travaux, affirmant à l'occasion qu'une loi talmudique est sans fondement biblique ou que l'explication donnée par le Talmud est insuffisante, avant d'en proposer une autre de sa composition.
Selon Solomon Schechter, une lettre retrouvée dans la Gueniza du Caire et adressée à Shemaria ben Elhanan, aurait Samuel ben Hofni pour auteur, ainsi qu'une lettre contenant une demande de fonds adressée à la communauté juive de Kairouan.

### Traités sur le Talmud
Samuel ben Hofni a rédigé plus de 65 traités systématiques sur de nombreux points de loi talmudique, surpassant l'ensemble de ses prédécesseurs dans ce domaine. Étant pour la plupart rédigés en judéo-arabe, bien que certains portent des noms correspondants en hébreu, ils ont pâti de la baisse d'influence du judéo-arabe dans le monde juif et ont été, pour la plupart, perdus, bien que de nombreux fragments aient été conservés dans la Gueniza du Caire.
Un inventaire d'un libraire du XIIe siècle, comprenant un catalogue des œuvres de Samuel ben Hofni, a été retrouvé parmi les fragments de la gueniza, et publié par Elkan Nathan Adler et Isaac Broydé. Il comprend des traités sur les lois des tzitzit, les droits et devoirs d'une personne atteignant sa majorité, le divorce, les taxes, les litiges de terrain, l'abattage rituel, et d'autres sujets encore. Samuel aurait aussi écrit un commentaire sur le traité Yevamot.
Ses traités étaient connus et cités par de nombreuses autorités andalouses dont Juda ibn Balaam et Moïse ibn Ezra.
Samuel a également écrit un traité méthodologique, le Madkhal ila 'al-Talmud (introduction au Talmud) en arabe, qui n'est connu que par les citations qu'en font Yona ibn Jannah, Joseph ben Juda et Abraham Zacuto. Son traité sur les principes herméneutiques du Talmud n'est connu que de nom.

### Exégèse biblique
Le domaine d'activité majeure de Samuel ben Hofni est cependant l'exégèse biblique. Yona ibn Jannah, un contemporain plus jeune, le qualifie de chef de file dans le peshat (explication simple et tempérée des versets), et le rabbin Abraham ibn Ezra le compte au nombre des plus grands commentateurs de la période gaonique, bien qu'il en critique la verbosité. Son importance en tant qu'exégète a également été démontrée par les études des manuscrits de la Bibliothèque de Saint-Pétersbourg effectuée par Abraham Harkavy.
À l'instar de Saadia Gaon un siècle plus tôt, Samuel ben Hofni a écrit une traduction du Pentateuque accompagnée d'un commentaire, tous deux en arabe. Il a aussi produit un commentaire sur les Prophètes et, peut-être, sur l'Ecclésiaste. Ces commentaires n'ont pas été préservés dans leur intégralité, mais les parties manquantes peuvent être comblées par les citations qu'en fait Abraham Maïmonide dans ses commentaires sur Genèse et Exode.
Ces fragments montrent l'influence exercée sur Samuel ben Hofni par son prédécesseur. Toutefois, la traduction de Samuel ben Hofni est plus littérale. Contrairement à Saadia Gaon, il restitue les noms propres hébraïques dans leur forme originelle. Les notes grammaticales prennent une place moins importante dans son commentaire et reflètent les opinions des grammairiens avant l'époque de Juda Hayyuj. Par ailleurs, il accorde une importance accrue à la chronologie des évènements bibliques et, en expliquant un mot, il donne toutes ses significations possibles outre les références à d'autres occurrences. Ses sources sont, outre les littératures midrashique et talmudique, le Seder Olam et le Targoum d'Onkelos.
Samuel ben Hofni se démarque encore plus nettement de son aîné dans ses opinions philosophiques et théologiques. Représentant comme son prédécesseur du Kalam juif (philosophie juive), il pousse le rationalisme bien plus loin que lui, et considère que la raison prime sur la tradition. Croyant en la création ex nihilo, il rejette l'astrologie et tout ce qui ne s'accorde pas avec la raison. Il se met délibérément en porte-à-faux vis-à-vis de Saadia Gaon quant à l'interprétation des miracles : alors que celui-ci affirme que la sorcière d'Endor a ressuscité le prophète Samuel des morts, que le serpent a parlé à Ève, et l'ânesse à Balaam, bien qu'il ne puisse lui-même expliquer ces miracles que par l'entremise d'ange, Samuel ben Hofni nie la possibilité de ces miracles et d'autres similaires, écrivant une ironie réminiscente de Hiwi al-Balkhi, un Juif persan influencé par la littérature polémique zoroastrienne : « Pourquoi les serpents, s'ils ont pu parler à un moment donné, ne pourraient-ils pas le faire maintenant ? » Selon sa conception, Dieu ne change l'ordre naturel des choses que lorsqu'Il souhaite valider devant une assemblée les paroles d'un prophète. Cette conception fut disputée par son beau-fils, Hai Gaon.
Le fait que ses contemporains ne l'aient pas accusé d'hérésie montre que de telles idées étaient en circulation courante, et que beaucoup étudiaient les sciences profanes. Le qualificatif ne lui pas non plus été appliqué plus tard, bien qu'il ait été fortement critiqué ; cela est probablement dû à son statut de gaon.

### Autres écrits
Samuel ben Hofni est aussi mentionné, aux côtés de Saadia Gaon et David ibn Merwan al-Mukkamas comme auteur d'œuvres polémiques. On lui attribue un pamphlet anti-karaïte intitulé Arayot sur les degrés de parenté (la Torah interdit de « découvrir la nudité » de proches parentes. Les Karaïtes étendent ces degrés de parentés beaucoup plus loin que les juifs rabbiniques), mais il n'est pas certain que cette attribution soit correcte.
Les kabbalistes lui attribuent un Sefer haYashar, et une demande à Saadia Gaon au sujet de sa position sur les vœux.